# 91／佩里斯谷線
91／佩里斯谷線（英語：91/Perris Valley Line），通稱「91線」（91 Line），是南加州都會鐵道一條南加利福尼亞由洛杉磯到佩里斯的通勤鐵路線，在里弗賽德和聖菲斯普林斯之間與91號公路平行，自2002年5月開始營運，路線在BNSF鐵路的南跨洲軌道，以及里弗賽德縣交通委員會持有的聖哈辛托支線上營運。雖然路線圖標示為一條路線，但不是所有列車都開行全線，部分列車只來往最外側的河濱下城至南佩里斯；其餘則只來往聯合車站至里弗賽德下城。